# The Martian (Maurier)
The Martian (engl. für Die Marsianerin) ist der dritte und letzte Roman aus der Feder von George du Maurier.

## Handlung

Martia, I have done my best – Barty Josselin hält Zwiesprache mit Martia.

Im Mittelpunkt der Erzählung steht Barty Josselin, der über ein außergewöhnliches Seh- und Hörvermögen verfügt und sich einer außerordentlich guten Gesundheit erfreut.
Die Geschichte beginnt im Sommer 1847, als Barty in der Schule F. Brossard in Paris Bob Maurice kennenlernt, der sein bester Freund wird und die Geschichte aus seiner Sicht erzählt.
Eines Morgens findet Barty nach dem Aufwachen eine an ihn gerichtete Nachricht mit seiner eigenen Handschrift, die er offensichtlich während des Schlafens niedergeschrieben hatte, ohne sich daran erinnern zu können. Es ist die Anweisung seiner ständigen Begleiterin aus dem Jenseits, in Zukunft immer Schreibzeug neben das Bett zu legen, wenn er schlafen geht. Die Notiz ist unterschrieben mit Martia.
Schon bald schreibt Barty allnächtlich in einer Art Ekstase, ohne sich am Morgen daran zu erinnern. Die nächtlichen Aufzeichnungen werden ihm während des Schlafens von seiner unsichtbaren Begleiterin diktiert, die ihn unter anderem über ihren eigenen Werdegang berichtet: sie durchlief zahlreiche Inkarnationen von der tiefsten zur höchsten Lebensform auf dem Planeten Mars, dem äußersten der vier bewohnten Planeten unseres Sonnensystems. Alle Inkarnationen bis auf die letzte sind vergessen und es existiert nur eine vage Vermutung an sie. In ihrer letzten Inkarnation hatte sie eine Lebensform erreicht, die dem marsianischen Äquivalent einer irdischen Frau entspricht. Die Menschen auf dem Mars sind sehr verschieden von den irdischen. Ihre fünf Sinne sind außergewöhnlich scharf und darüber hinaus besitzen sie einen sechsten Sinn. Auch sind ihre Moralvorstellungen den unseren weit voraus. Die moralischsten Menschen auf der Erde erscheinen im Vergleich zu den Marsmenschen fast wie die egoistischsten und brutalsten Monster. Auf dem Mars ist alles so harmonisch und ausgewogen, dass das Leben dort eine einzige Freude ist. Der Tod wird als die Krönung des Lebens angesehen, aber nicht herbeigesehnt, weil es für die Entwicklung der Seele umso vorteilhafter ist, je länger sie auf dem Mars gelebt hat. Wenn das körperliche Leben endet, vereinigt sich die Seele mit einem Sonnenstrahl und bewegt sich auf die Sonne zu. Auf dem Weg dorthin wird sie jedoch oft von anderen Strahlen erfasst und von einem der dazwischen liegenden Planeten (Merkur, Venus bzw. Erde) angezogen, wo sie sich aufs Neue verkörpert und jegliche Erinnerung an ihre Vorexistenzen auf dem Mars verliert. Auf dem Weg zu ihrer späteren Freiheit muss sie eine weitere sterbliche Inkarnation durchlaufen und weitere Erfahrungen sammeln.
Martia, so scheint es, kam vor etwa einhundert Jahren durch einen Strahl von Sternschnuppen auf die Erde, weil sie ihre Entwicklung auf dem Mars nicht abgeschlossen hatte. Viele marsianische Seelen kommen auf diese Weise zur Erde und gemäß den Berichten von Martia haben die besten und aufrichtigsten Seelen der Menschheit in der Vergangenheit auf dem Mars gelebt. Martia inkarnierte in keine Lebensform der Erde direkt, begleitete aber alle möglichen Wesen vom Wurm bis zum Menschen und identifizierte sich auf diese Weise mit ihnen, ohne ihre eigene Vorexistenz auf dem Mars zu vergessen, was bei einer echten Inkarnation der Fall gewesen wäre. Sie war an die Körper der Wesen gebunden, die sie begleitete und konnte nur dorthin gelangen, wohin das entsprechende Wesen sie brachte; denn sie hatte keinerlei Einfluss auf sie.
Als Barty geboren wurde, band sie sich ganz an ihn, sah mit seinen Augen, hörte mit seinen Ohren und erfreute sich seiner einzigartigen perfekten Sinne.  Und zu ihrer eigenen Überraschung stellte sie bald fest, dass er ihre Gegenwart spürte. Viele Jahre nahm sie an seinem Leben teil; erst durch ihn selbst und später durch Personen, die sein Leben teilten. Dann sah sie ihn durch die Augen der anderen, ihn immer liebend, aber auch an seinen Fehlern und Torheiten leidend, bis es ihr gelang, ihn im Schlaf zu beeinflussen und auf den richtigen Weg zu bringen.
Im Laufe von vielen Jahren schreibt er auf der Basis seiner nächtlichen Aufzeichnungen eine Reihe von Büchern, die in fast alle Sprachen übersetzt und weltweit Verkaufsschlager werden. Sie leiten eine neue Zeit in der Geschichte der Menschheit ein. Durch Barty hat der Tod seinen Schrecken verloren. Selbst für die Jungen ist er nicht mehr das grässliche Phantom, das er einst war. Vielmehr wird er heute als ein Aspekt der Reife und der Güte angesehen. Bei den Hinterbliebenen gibt es keine Trauer mehr, sondern die Gewissheit eines Wiedersehens in nicht allzu ferner Zukunft.
Wie durch eine Art Massenhypnose läutet Barty zudem das Ende aller unnützen Grausamkeiten ein, die vormals dem Vergnügen dienten. Sogar das Ende der in Spanien praktizierten Stierkämpfe ist in Sicht. Alle Grausamkeiten werden bald ein Ende nehmen und zwar nicht deswegen, weil sie grausam sind, sondern weil sie lächerlich, überflüssig, bösartig und ekelhaft sind. Auch Hochmut und Prunk gehören der Vergangenheit an. Die Menschen sind bereits schöner und stärker geworden, wohingegen Hässlichkeit und Schwäche nur noch die Ausnahme bilden.
Eines Morgens findet Barty beim Aufwachen eine von Martia diktierte Notiz an seinem Bettrand, die eine neue Epoche einleitet. Darin kündigt Martia den Abschied von ihrer bisherigen Daseinsform an und drückt ihren sehnlichsten Wunsch aus, als Kind von Barty und seiner Frau Leah geboren zu werden. Dann würde sie ihre Vorexistenz vergessen haben und bittet ihn darum, ihr alles zu erzählen, sobald sie alt genug sei und er die Zeit für gekommen halte. Sie informiert ihn auch darüber, dass Barty und Leah selbst ursprüngliche Marsianer sind und es auch viele andere Menschen gibt, die früher auf dem Mars gelebt haben. Die ehemaligen Marsbewohner bilden heute die Elite der Menschheit.
In derselben Notiz berichtet sie ihm, wie wertvoll ihr Zusammenwirken für die weitere Entwicklung der Menschheit und unseres Planeten war, der einst hoffnungslos durch das All trieb ohne die geringste Ahnung dessen, was das Leben eigentlich ausmacht. Doch die Entwicklung der Menschheit ist noch lange nicht abgeschlossen und wird sich in Abertausenden von Jahren weiter heben, bis sie sogar die Marsianer übertroffen haben, die es dann schon lange nicht mehr geben wird. Die Marsbewohner sind vom Aussterben bedroht und werden zu diesem Zeitpunkt bereits die Venus, wenn nicht gar die Sonne, bevölkern. Der Erdenmensch der fernen Zukunft wird das magnetische Bewusstsein des gesamten Sonnensystems in sich tragen und die Geheimnisse von Zeit und Raum verstehen, solange und soweit die  Sonne scheint.
Nicht mehr von Martia begleitet zu sein ist für Barty gleichbedeutend mit dem Verlust seines sechsten Sinnes und wiegt schwerer als der mögliche Verlust seines Augenlichtes. Doch er wird durch die Freude kompensiert, die Barty durch die Gegenwart der kleinen Martia empfindet, die jetzt seine Tochter ist. In ihrer Kindheit erlebt die kleine Marty, wie sie von ihrer Familie genannt wird, so viel Freude wie kaum ein Mensch während eines langen Erdenlebens. Dann passiert das Unheil. Von einem Baume stürzend, verletzt die 13-jährige Marty sich so schwer, dass ihr auf Dauer eine Lähmung der unteren Gliedmaßen droht. Immer häufiger wird sie von Schmerzen geplagt und kann ihre Beine und Füße kaum noch wahrnehmen. Innerhalb ihrer insgesamt vierjährigen Leidenszeit  ist sich ihre Familie dessen bewusst, dass Marty nicht mehr lange leben wird, doch die Familie verzweifelt nicht in Anbetracht der scheinbar aussichtslosen Situation, sondern geht ganz unbefangen mit dem bevorstehenden Tode ihrer geliebten Tochter und Schwester um.
Martia stirbt im Alter von nur 17 Jahren an den Folgen einer Influenza. Während ihre Eltern an ihrem Bette sitzen, erwacht Martia für einen kurzen Augenblick aus einem leichten Schlafe. Sie hebt den Kopf und spricht mit klarer Stimme: „Barty, Leah – folgt mir nach. Kommt!“ Unmittelbar darauf fällt sie tot auf ihr Bett zurück, während Barty sich über sie beugt und sein Gesicht in ihrer Hand vergräbt. Obwohl es aussieht, als schliefe er, ist er im selben Augenblick verstorben. Leah folgt den beiden innerhalb der nächsten 24 Stunden.